# Erwin Steinhauer
Pour les articles homonymes, voir Steinhauer.
Erwin Steinhauer, né à Vienne (Autriche) le 19 septembre 1951 , est un acteur autrichien.

## Biographie
Erwin Steinhauer a notamment été comédien à Vienne au Burgtheater (1982-1988), au Theater in der Josefstadt et au Volkstheater.

## Filmographie partielle

### Au cinéma
- 2008 : Duel au sommet de Philipp Stölzl
- 2010 : Poll de Chris Kraus : Professeur Plötz
- 2014 : The Dark Valley (Das Finstere Tal) d'Andreas Prochaska :

### À la télévision
- 1978 : Holocauste (mini-série)
- 1994 : Rex, chien flic (série télévisée)
- 2009 : Sissi : Naissance d'une impératrice de Xaver Schwarzenberger (téléfilm)
- 2011 : Alexandra : Disparue (téléfilm) : Gerhard Walch (VF : Richard Leblond)
- 2011 : Das Wunder von Kärnten (téléfilm)
- 2013 : Portrait d'un meurtrier (téléfilm)
- 2018 : Le commissaire Polt reprend du service, téléfilm de Julian Pölsler : Simon Polt